# Bandera de Belarús
La bandera de Belarús (en belarús Сцяг Беларусі, ściah Biełarusi; en rus Флаг Беларуси, Flag Belarussi) fou formalment adoptada el 7 de juny de 1995 després que fos votada en referèndum pel poble belarús durant el mes anterior. Aquest disseny substituí la bandera usada per la República Popular Belarussa de 1918, abans que Belarús esdevingués una república soviètica, i que també usava el país des que recuperà la seva independència l'any 1991. L'ensenya actual és una modificació de la bandera del 1951 que s'emprava quan el país era una república de la Unió Soviètica.
Alguns pocs grups han continuat fent servir la bandera blanca i vermella, desafiant així la prohibició d'exhibició del govern del país per la seva associació amb la col·laboració nazi durant la Segona Guerra Mundial. Aquesta bandera es mostra en manifestacions contra el govern i també l'usen certs grups de la diàspora belarussa.

## Disseny
Aquesta és la descripció de la bandera nacional de Belarús segons el Decret del 7 de juny de 1995:
| « | La bandera nacional és una tela rectangular que consisteix en dues franges longitudinals: una franja superior vermella i una d'inferior verda que ocupen dues terceres parts i una tercera part de l'alçada de la bandera, respectivament. Un disseny vertical decoratiu belarús de colors vermell sobre blanc, que ocupa un novè de l'amplada, està col·locat sobre l'asta. La proporció d'alçada contra amplada és d'1:2. La bandera es fixa en una asta pintada en or (ocre). | » |

La bandera no difereix gaire de la de l'RSS de Belarús: només hi manquen la falç i el martell i l'estrella roja, i s'inverteixen els colors vermell i blanc del disseny de la part esquerra. El color vermell de la bandera significa la història de Belarús –era el color que feien servir les forces del país en la batalla de Grunwald, així com els de l'Exèrcit Roig quan lluitaren contra l'Alemanya nazi durant la Segona Guerra Mundial–, i el verd representa les aspiracions de futur i la multitud de boscos presents al país.
Addicionalment al decret de 2005, el Comitè Estatal d'estandardització de la República de Belarús n'emeté un altre l'any 2008 ("STB 911-2008: Bandera nacional de la República de Belarús") que proporciona les especificacions tècniques de la bandera nacional com, per exemple, els detalls dels colors i del disseny ornamental; aquest darrer ocupa una dotzena part de l'amplada de la bandera. A la part propera a l'asta hi ha una fina línia vermella que separa la bandera del canal usat per fixar la bandera al pal. L'amplada d'aquesta línia és d'1/21 part de la columna blanca que té l'ornamentació.

### Colors
Els colors de la bandera nacional estan regulats en el document "STB 911-2008: Bandera nacional de la República de Belarús", emès pel Comitè Estatal d'estandardització de la República de Belarús l'any 2008. Els colors són anomenats segons el patró colorimètric CIE D65. L'edició del 2000 de l'Album des pavillons nationaux et des marques distinctives del Servei Hidrogràfic i Oceanogràfic de la Marina francès donaren una estimació dels colors que els corresponen en el sistema de control de color Pantone.
| Color                                                            | Coordenada de color | Coordenada de color | Y10         |
| Color                                                            | x10                 | y10                 | Y10         |
| ---------------------------------------------------------------- | ------------------- | ------------------- | ----------- |
| Vermell                                                          | 0.553 ± 0.010       | 0.318 ± 0.010       | 14.8 ± 1.0  |
| Verd                                                             | 0.297 ± 0.010       | 0.481 ± 0.010       | 29.6 ± 1.0  |
| Pantone (no oficial)                                             |                     |                     |             |
| Album 2000                                                       | 1795 C Vermell      | 370 C Verd          | Color segur |
| Guia de protocol dels Jocs Olímpics de 2008 – Manual de banderes | 032 Vermell         | 355 Verd            | Color segur |

### Disseny decoratiu

Disseny decoratiu vermell i blanc

Un disseny decoratiu, dissenyat el 1917 per Matrona Markèvitx, es mostra a la part esquerra de la bandera; anteriorment també s'usà en la bandera de 1951. El patró és d'un tipus tradicional que es fa servir molt a Belarús i que és derivat de plantes i flors locals; de vegades s'empra en peces de roba, però sobretot es pot veure en les tradicionals ruixniki, unes tovalloles tradicionals que es fan servir en serveis religiosos, funerals i d'altres funcions socials. Un exemple del seu ús podria ser un hoste oferint als seus convidats pa i sal servits sobre un ruixnik. En la bandera actual, la decoració simbolitza el passat cultural i la unitat actual del país.

## Protocol

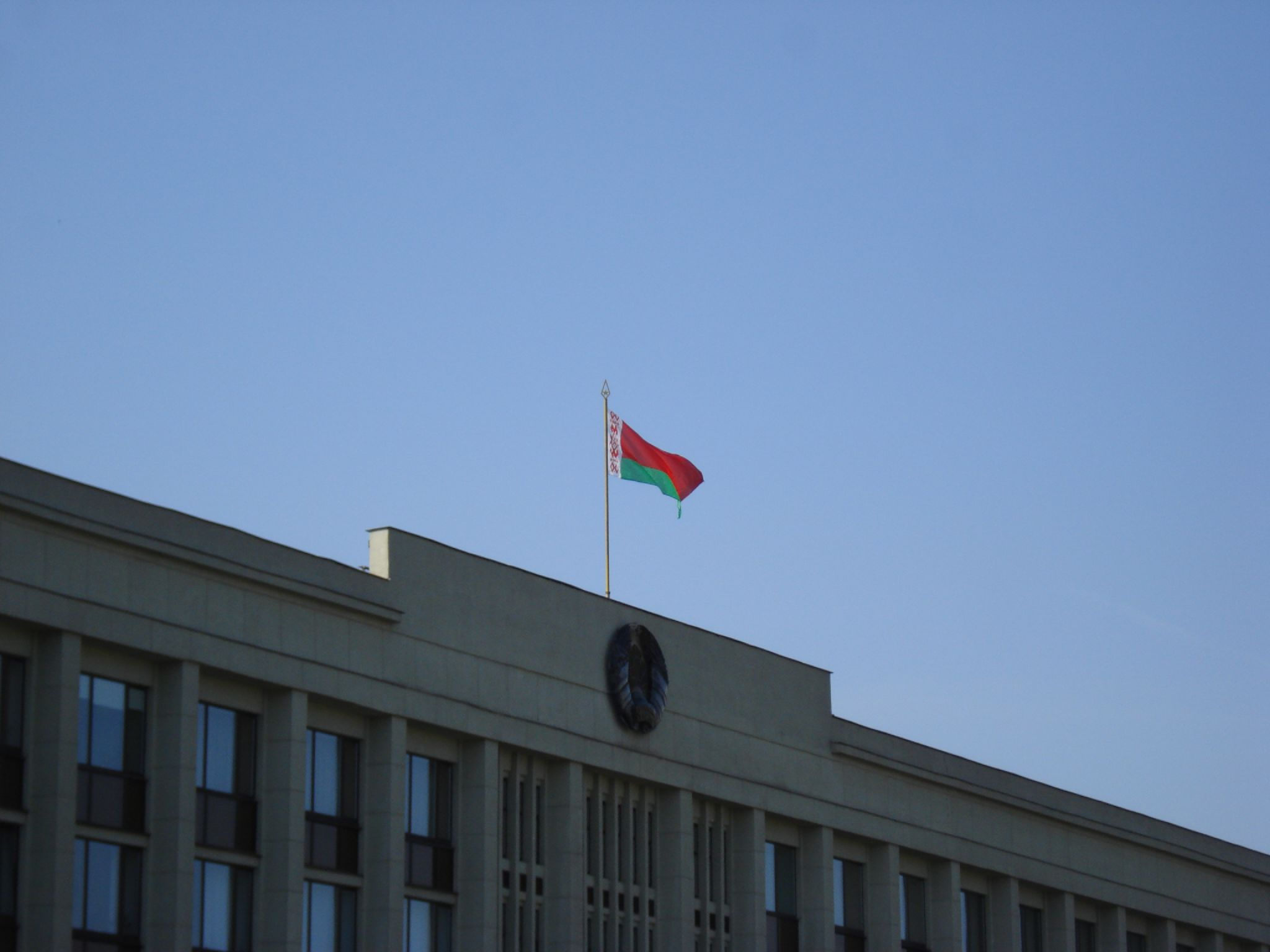
La bandera onejant en un edifici governamental de Minsk

Variant de la bandera amb dues línies als costats del disseny decoratiu

Per llei, la bandera belarussa ha d'onejar diàriament –si el temps ho permet– en els següents emplaçaments:
- Assemblea nacional de Belarús
- Consell de ministres de Belarús
- Corts de Belarús i oficines de cossos executius i administratius locals
- Edificis on es duen a terme sessions de Consells de diputats locals
- Bases militars o vaixells militars que pertanyen al govern
- Edificis usats per diplomàtics belarussos

La bandera de Belarús també es fa onejar en les següents ocasions:
- Sessions de cossos executius i administratius locals
- Llocs de votació
- Estadis i pavellons esportius durant competicions (el Comitè Olímpic Internacional té les seves pròpies regles sobre el protocol de banderes)

La bandera també es mostra en vehicles utilitzats pels diplomàtics belarussos i diversos oficials del govern, tals com el President o el Primer Ministre.
La llei permet que la bandera s'utilitzi en ocasions especials tals com serveis memorials i vacances familiars, i pot ser usada per diversos grups de persones com per exemple organitzacions públiques, empreses i ONGs. Aquestes directrius foren publicades en el mateix decret en el qual es creà la bandera belarussa. El 15 de maig fou declarat el Dia de l'escut i la bandera de Belarús (День Государственного герба и Государственного флага Республики Беларусь). La mateixa bandera nacional ha sigut incorporada a la medalla de la unitat de guàrdia de les Forces Armades del país. La relació de l'amplada de la bandera estatal respecte la llargada de l'asta que l'aguanta ha de ser d'un mínim d'1 a 3.

## Banderes històriques

### La bandera soviètica de 1951

Bandera de l'RSS de Belarús, 1951 a 1991

La bandera de la República Socialista Soviètica de Belarús fou adoptada per decret el 25 de desembre de 1951. Tenia una proporció d'alçada a amplada d'u a dos (1:2), igual que la bandera de la Unió Soviètica i que les altres quinze ensenyes de la Unió Soviètica. La part principal era vermella, representant la Revolució d'Octubre, i la resta era verda, representant els boscs belarussos. Un disseny decoratiu de blanc sobre vermell decorava la part esquerra, i a la cantonada superior del mateix costat, sobre la porció vermella, s'hi afegiren la falç i el martell en or juntament amb la silueta d'una estrella roja a sobre. El martell representava el treballador i la falç el camperol; segons la ideologia soviètica, aquests dos símbols s'entrecreuaven, simbolitzant així la cooperació entre les dues classes. L'estrella roja, un símbol molt comú en partits comunistes, es deia que representava els cinc grups socials (treballadors, jovent, camperols, militars i acadèmics), els cinc continents coneguts o bé els cinc dits de la mà d'un treballador. El martell, la falç i l'estrella de vegades no eren mostrats al revers de la bandera. Les especificacions finals foren determinades a l'Article 120 de la Constitució de la República Socialista Soviètica de Belarús, i són bastant similars a la bandera belarussa actual.

### Banderes anteriors de l'era soviètica
Abans de 1951, i a partir de la Revolució, es van usar diverses banderes. La primera de totes era completament vermella, i fou vigent el 1919 durant l'existència de la República Socialista Soviètica Lituano-belarussa. Després de la formació de la República Socialista Soviètica de Belarús s'afegiren les sigles ССРБ (SSRB) en or a la part superior esquerra de la bandera; aquest disseny fou establert en la primera constitució del país. Més tard fou modificada en la Constitució de 1927, en la qual es canviaren les sigles per БССР (BSSR), però la resta del disseny romangué igual. L'ensenya es canvià de nou el 1937, quan s'afegiren el martell, la falç i l'estrella roja sobre les lletres; a més, es determinà formalment per primer cop la proporció d'1:2. Aquesta bandera romangué inalterada fins a l'adopció de la de l'any 1951.

1919
De 1919 al 1927
Del 1927 al 1937
Del 1937 al 1951

### La bandera blanca-vermella-blanca

Antiga bandera en ús l'any 1918, de manera no oficial a Belarús de l'Oest fins al 1939, entre 1942 i 1944 (durant l'ocupació alemanya) i entre 1991 i 1995

Es creu que el disseny de la bandera usada entre 1991 i 1995 fou creat per Klaudzi Duj-Duixeuski abans del 1917 i que fou creat originalment per la República Popular Belarussa (març a desembre de 1918). El disseny d'aquest estendard es coneix en belarús com Бел-чырвона-белы сьцяг (biel-txírvona-bieli stsia, "bandera blanca-vermella-blanca"). De fet, el vermell i el blanc han sigut usats tradicionalment en l'heràldica del Gran Ducat de Lituània i de la Confederació de Polònia i Lituània; els colors es basen els de l'escut d'armes (Pahonia) tradicional de les terres belarusses, amb un cavaller de color blanc sobre un fons vermell.
Hi ha moltes altres teories que expliquen l'origen de la bandera. Una d'elles fa al·lusió al nom del país (Rússia blanca). Una altra –l'explicació tradicional– és que l'any 1410, quan les unitats armades de Polònia i del Gran Ducat de Lituània van derrotar els alemanys de l'Orde Teutònic en la batalla de Grunwald, un belarús malferit s'arrancà un embenatge xop de sang i el brandà com un estendard de victòria; aquesta història és similar a l'explicació tradicional dels orígens de la bandera d'Àustria i la de Letònia (ambdues tenen la sèrie de colors vermell-blanc-vermell).
Durant la República Popular Belarussa (1918-1919) s'usaren algunes variacions d'aquesta bandera. La de colors blanc-vermell-blanc encara la fa servir el govern a l'exili de la República Popular. Durant els anys 1919 a 1925, l'ensenya de l'RPB romangué amb els mateixos colors, encara que se li afegiren unes franges negres a la part superior i inferior de la faixa vermella.
Entre 1921 i 1939 la bandera blanca-vermella-blanca fou usada pel moviment nacional belarús a Belarús de l'Oest (part de la Segona República Polonesa), tant per organitzacions polítiques –com la Unió Belarussa de Camperols i Treballadors o la Democràcia Cristiana Belarussa– com per organitzacions apolítiques –com la Societat Escolar Belarussa. La bandera també fou emprada pel batalló especial del país a l'armada de la República de Lituània. Després de la reunificació de Belarús el 1939, la bandera també fou prohibida a Belarús de l'Oest per l'administració soviètica.
L'any 1941 es permeté l'ús de la bandera per l'administració ocupacional nazi; va aparèixer en insígnies dels voluntaris belarussos del Heer i les Waffen-SS, i fou usada per la Rada Central Belarussa, el govern progermànic belarús dels anys 1943-1944. Després de l'acabament de la Segona Guerra Mundial, la bandera fou utilitzada per la diàspora belarussa a l'oest i per petits grups de resistència antisoviètica a la mateixa Belarús.
A les darreries de la dècada dels 80 la bandera fou feta servir de nou com un símbol del nacionalisme romàntic i dels canvis democràtics al país. Després d'una proposta del Front Popular Belarús, la bandera esdevingué el símbol estatal del país després que guanyés la independència l'any 1991.
Durant les protestes posteriors a les eleccions presidencials de l'agost del 2020, en què va sortir elegit Lukaixenko per sisena vegada, força grups brandaven la bandera blanca-vermella-blanca en les manifestacions d'oposició al règim.

#### El referèndum de 1995

El disseny de la bandera proposat pel president Lukaixenko

El referèndum celebrat per decidir sobre l'adopció dels símbols nacionals va tenir lloc el 14 de maig del 1995. La nova bandera fou aprovada amb una majoria de tres contra un (75,1% contra el 24,9%) amb una participació del 64,7%. Les altres tres qüestions també foren aprovades. La manera com es dugué a terme el referèndum i la legalitat de preguntar sobre els símbols nacionals en el mateix fou molt criticat per l'oposició. El 48,6% de l'electorat va aprovar el nou escut nacional.
El president Lukaixenko ja havia intentat celebrar un referèndum similar dos anys abans, el 1993, però no va aconseguir el suport parlamentari necessari. Dos mesos abans del referèndum del maig del 1995, Lukaixenko va proposar un disseny per la bandera que consistia en dues franges petites de color verd i una de més ampla de color vermell. No se sap què n'esdevingué, però en els dies següents apareixeren nous dissenys que foren posats a votació al referèndum de 1995.

## Altres banderes relacionades

Estendard presidencial

Des de la introducció de la bandera de 1995 moltes altres banderes adoptades per agències o cossos del govern s'han basat en ella.
L'estendard presidencial, que porta en ús des del 1997, fou adoptat per un decret anomenat "Amb relació a l'estendard del President de la República de Belarús". El seu disseny és una còpia exacta de la bandera nacional amb l'addició de l'escut belarús en or i vermell. La seva proporció de 5:6 –és gairebé quadrat– difereix de la de l'ensenya nacional. Es fa servir en edificis i vehicles per denotar la presència del president.
El 2001, el president Lukaixenko va emetre un decret que concedia una bandera a les Forces Armades del país. Aquesta bandera, de proporció 1:1,7, té el disseny decoratiu nacional estampat a la part esquerra, i a la part frontal mostra l'escut d'armes nacional amb les paraules en or УЗБРОЕНЫЯ СІЛЫ ("Forces Armades") en forma d'arc i РЭСПУБЛІКІ БЕЛАРУСЬ ("de la República de Belarús") escrites a sota. Al revers de la bandera, el centre conté el símbol de les forces armades, una estrella roja envoltada per una corona de llorer i roure. Sobre el símbol hi ha la frase ЗА НАШУ РАДЗІМУ ("Per la nostra Terra mare"), i a sota es mostra el nom complet de la unitat militar.